# 段勤
段勤（？—359年），中國十六國時期兵變首領之一。鮮卑人，屬於段部鮮卑一系，是段部鮮卑首領、遼東公段末波之子。段部鮮卑的遼西公國政權滅亡後，歸後趙。
350年，後趙冉閔叛變，建立冉魏，中原再次大亂，時為後趙建義將軍的段勤據守黎陽（今中國河南省浚縣）。
352年集結胡、羯部眾一萬餘人據守繹幕（今中國山東省平原縣），自稱趙帝。不久，前燕將領慕容霸率軍抵達，段勤隨即投降。359年，為前燕所殺。